# Cnemaspis lineatubercularis
Cnemaspis lineatubercularis — вид ящірок з родини геконових (Gekkonidae). Описаний у 2020 році.

## Поширення
Ендемік Таїланду. Відомий лише з берегів водоспаду Ван Май Пак (96 м над рівнем моря) в окрузі Лан Сака провінції Накхонсітхаммарат на півдні країни.

## Опис
Тіло завдовжки 39-42 мм.